# Jahran (huyện)
Huyện Jahran là một huyện thuộc tỉnh Dhamar, Yemen. Đến thời điểm năm 2003, huyện này có dân số 86590 người